# 원일
원일(元一, 영어: Won Il, 1967년 10월 19일~)은 대한민국의 음악가이다. 전통음악에 기반한 현대 음악가로써 연주자이며, 작곡가, 지휘자이자 연출가이다. 컨템퍼러리-시나위, 神-我-爲로 새로운 방식의 전통음악창작을 도모하고 있다.

## 학창시절
원일은 1967년 10월 19일 서울생으로, 초등학교 시절에는 때려서 소리가 날 만한 것은 모두 악기처럼 두드렸다. 깨진 항아리, 찌그러진 냄비, 판자, 막대기, 쇠파이프나 대나무같이 관처럼 속이 빈 것은 기어이 구멍을 뚫고 불어 보았다. 스네어 드럼과 리코더 연주를 주로했고, 중학교에서는 밴드부에 들어가 클라리넷을 불기 시작했다. 쇠파이프를 불다가 만난 클라리넷은 너무 매혹적인 악기였기에 입이 붓도록 불었다.
이러한 음악활동 덕분에 어린 시절 특수한 가정 환경에서 느껴야 했던 결핍과 불편함의 정서를 음악적 에너지로 변형시켜나갔다. 국악고에 다니던 밴드부 선배와의 인연으로 국립국악고등학교에 입학하여 피리를 전공하게 되었고, 어려서부터 국그릇을 때리던 그에게 타악기 또한 남일 수 없었다. 국악고에서 사물놀이를 지도하던 원조 '사물놀이'의 쇠잡이 김용배(작고)는 개구쟁이 쇠잡이를 알아보았다.
김용배와 강대근 선생과의 만남을 통해 사물놀이 등의 타악 사사 뿐 아니라, 음악계 내에서의 음악과 사회의 결합을 경험하였고, 특히 김용배의 존재와 음악은 그의 음악 정체성 형성에 큰 영향을 미쳤다. 국악고등학교에서 반장과 전교회장을 하다가 서울대학교 진학에는 고배를 마셨다. 당대 피리 명인 정재국 선생이 이끄는 추계예술대학교 국악과 피리전공(1986 학번)으로 진로를 정하고, 사물놀이를 비롯한 타악은 부전공으로 하여 본격적으로 전통음악 연주자의 길로 들어섰다.
대학 시절, 전통춤 공연 시 반주음악을 실황으로 연주하자는 시도로, 몇몇 대학의 국악과 선·후배와 동료로 구성된 '소리사위(대금 변제남, 해금 박경숙, 거문고 허윤정, 타악 유경화, 타악·노래 김용우, 가야금·타악 권성택, 피리·타악 원일'를 결성하여 시대적 고민을 우리 음악으로 담아 실천하고자 하였다.
그 때 박치음, 김민기, 유인택 등 소위 '운동권'이라 분류했던 당대의 문화 인사들과의 접촉도 있었다. 당시, 서울 올림픽이 열리던 1988년, 광복절을 맞이하여 8월 15일, 마당극 전용극장(대표 유인택)으로 개관한 '예술극장 한마당'에서 박치음의 주도로 열린 '통일노래 한마당'에서는 '소리사위'가 전적으로 음악 반주를 맡아, 처음으로 민중가요의 음악 반주를 모두 국악으로 연주하기도 했다.

## 주요활동
- 국가무형문화재 제46호 피리정악 및 대취타 이수자 대한민국의 국가무형문화재 (제1호 ~ 제100호)
- 1993-2004  월드뮤직그룹 '푸리(PURI)' 대표 [깨진 링크(과거 내용 찾기)]
- 2000-2002 국립무용단 음악감독
- 2002-2015 한국예술종합학교 전통예술원 작곡(지휘)과 조교수
- 2004-2011 바람곶 대표
- 2006-2015-2018 화엄음악제 음악감독->총감독 [깨진 링크(과거 내용 찾기)]
- 2009-2010 21세기 한국음악 프로젝트  보관됨 2020-03-02 - 웨이백 머신
- 2010 예술의전당 공연분과 자문위원
- 2012-2015 국립국악관현악단 예술감독
- 2017-2018 국립극장 여우락 페스티벌 예술감독
- 2018 평창동계올림픽 개폐막식 음악감독
- 2019 전국체육대회 개폐막식 총감독
- 2020-현재 경기시나위오케스트라 예술감독

## 수상이력
- 1990 국립국악원 전국 국악 경연 대회 대상 피리부문
- 1994 한국무용협회 서울 무용제 음악상 ‘족보'
- 1995 한국문예진흥원 '꽃상여' 신세대 최우수 작곡가 선정
- 1999 춘사영화제 음악상 '아름다운 시절'
- 1999 한국영화평론가협회상 음악상 '아름다운 시절'
- 1999 한국예술평론가협의회 제35회 '올해의 최우수 예술가' 음악부문 한국영화평론가협회상
- 1999 문화체육관광부 선정 '오늘의 젊은 예술가상' 작곡 부분
- 2000 KBS 국악대상 작곡가상

- 대종상 음악상 
  - 꽃잎 (1996 장선우 감독) 꽃잎 (영화) 
  - 아름다운 시절 (1999 이광모 감독) 아름다운 시절 (1998년 영화) 
  - 이재수의 난 (2000 박광수 감독) 이재수의 난 (영화) 
  - 황진이 (2008 장윤현 감독) 황진이 (2007년 영화)

## 작품

### 음반 취입
| Year | Company           | Abstract |  |
| ---- | ----------------- | --- |  |
| 1996 | 삼성뮤직          | 꽃잎 by 원일 [ost] [Disc 1] 1. 꽃잎 메인 테마 - 강권순, 원일 / 2. 만남 / 3. 회상 - 원일, 이정현 / 4. 우리들의 테마 / 5. 검은 휘장 / 6. 소녀와 장 / 7. 무덤길 - 강권순, 이정현 / 8. 안녕! 안녕 / 9. 아 금남로 - 강권순, 원일 / 10. 꽃잎 - 이정현 |  |
| 1997 | 동아기획          | 어어부 프로젝트 1집 - 손익분기점 [Disc 1] 1. 담요 세상 / 2. 녹색 병원 / 3. 아름다운 세상에 어느 가족 줄거리 / 4. 쏘세지 깍두기 (웩) 원 일 - 편곡, 북, 장고, 꽹과리, 바라, 비브라 슬랩, 아프리카북 |  |
| 1997 | AK                | 원일 1집 - Asura [Disc 1] 1. 달빛 향해 featuring 이상은 / 2. 내 마음속에 / 3. Asura Part 1 (아수라 PartⅠ) / 4. No Yesul (奴隸術) featuring 강산에 / 5. 어느날 이후 / 6. 그래 / 7. Asura Part 2 (아수라 PartⅡ) (Instrumental) / 8. 일곱날의 악몽 / 9. Persona (페르소나) / 10. 물 / 11. 달빛 춤 / 12. 동방의 빛 |  |
| 1997 | 동아기획/킹       | 도시락특공대 1집 - 맛있는 옴니버스 도시락특공대 [omnibus] [Disc 1] 1. 밥중독 / 2. 외발 비둘기 - 황보령 / 3. 그 땐 좋았지 - 김창완 / 4. 비누방울 혹성-날으는 코끼리를 업은 저명한 이안박사 - 장영규 / 5. 불 (연주곡) - 원일 / 6. 즉흥 Performance I - 강산에, 달파란, 마부, 황보령 외 / 7. Hold Me - 이상은 / 8. 꽃배달 위장 강도 - 삐삐롱스타킹 / 9. 밭 가는 돼지 - 마부 / 10. 코메디 - 강산에 / 11. 즉흥 Rerformance Ii [Cd Only] - 김창완, 김형태(황밴드), 고구마, 이상은 외 |  |
| 1998 | 웅진미디어        | 아름다운 시절 (Spring In My Hometown) by 원일 [ost] [Disc 1] 1. 오프닝 (고향의 봄) / 2. 갈라진 마을 I / 3. 갈라진 마을 Ii / 4. 고향의 봄 (아이들) / 5. 창희와 성민 (라이타) / 6. 우정의 테마1 (도시락) / 7. 운동회 / 8. 회상 / 9. 회상의 테마 (안성댁) / 10. 창희야 (불타는 방앗간) / 11. 우정의 테마 Ii (떠나는 미군 트랙) / 12. 그리운 창희 (창희의 라이타) / 13. 창희는 어디에 / 14. 메인 테마 I (장례식) / 15. 피지 못한 꿈 (우는 영숙) / 16. 회상의 테마 / 17. 좇겨난 아버지 (붉은 페인트) / 18. 창희의 무덤 앞에서 (성민) / 19. 무거운 불씨 (길) / 20. 성민의 꿈 (희망의 라이타) / 21. 메인테마 Ii (길떠나는 가족) |  |
| 1999 | 예전미디어        | 푸리 1집 - 移動 [Disc 1] 1. 길군악 / 2. 새누리 / 3. 다드리 1 / 4. 문 (門) / 5. 다드리 2 / 6. 간 (間) / 7. 채놀이 / 8. 셋, 둘 |  |
| 1999 | Sony              | 이재수의 난 by 원일 [ost] [Disc 1] 1. 오프닝 (까마귀 시점) - O.S.T / 2. 달리는 이재수와 고낙선 - O.S.T / 3. 채군수의 독백 - O.S.T / 4. 숙화와 재수 (바다) - O.S.T / 5. 대정창의 - O.S.T / 6. 교당의 기습 - O.S.T / 7. 쫓기는 민당 (북) - O.S.T / 8. 대정창의 - O.S.T / 9. 명월진 전투 (총을 들고 달리는 이재수) - O.S.T / 10. 장두로 나서는 이재수 - O.S.T / 11. 채군수의 독백 - O.S.T / 12. 재수와 숙화의 만남 (동굴) - O.S.T / 13. 처형되는 최제보 - O.S.T / 14. 월계의 노래 (이별가) - O.S.T / 15. 하늘의 별이여... [문시부의 트럼펫] - O.S.T / 16. 민당의 입성 - O.S.T / 17. 채군수의 독백 - O.S.T / 18. 까마귀 시점 - O.S.T / 19. 엔딩 타이틀 - O.S.T                                                                       |  |
| 1999 | Sony              | 링 by 원일 [ost] [Disc 1] 1. 오프닝 타이틀 / 2. 은서의 테마 1 / 3. 콘도 가는 길 / 4. 엔딩 타이틀 / 5. 섬으로 떠나는 선주와 최열 / 6. 초능력 시험장 / 7. 은서의 테마 2 / 8. 선주의 환상 [연극 '바보각시'에 사용된 음악임] / 9. 비디오를 보는 보람이 / 10. 은서의 어린 시절 / 11. 은서의 저주 (링 바이러스) [Piano Sampling From Nono] / 12. 은서의 오르골 (비디오의 저주) / 13. 최열의 환상 / 14. 회상 1 / 15. 오경필의 벽화 / 16. 우물속 / 17. 전화기 속의 오르골 / 18. 회상 2 (은서의 초능력) / 19. # 01 / 20. # 02 / 21. # 03 / 22. # 04 / 23. # 05 / 24. # 06 / 25. # 07 / 26. # 08 / 27. # 09 / 28. # 10 / 29. # 11 / 30. # 12                                                                                               |  |
| 2000 | 도레미            | 도시락특공대 2집 - 圖時樂特功隊2 Behind Story [omnibus] [Disc 1] 1. 유위자연 (有爲自然) (연주곡) - 원일 / 2. 장독곁에서 - 이제하 / 3. Actually, Finally - 이상은 / 4. 미치게 해 - 한대수 / 5. 모자와 스파게티 - 김창완 / 6. LANY (라니) (Sitar 연주곡) - 신대철 / 7. 삼식이 (Self Remake) - 장사익 / 8. 사랑학'개'론 - 위승희 / 9. 말 - 황신혜밴드 / 10. 좋아 미쳐 블루스 - 성기완 / 11. Improvisation (Live In Japan) - 강태환 |  |
| 2003 | 플럭서스/서울음반 | Wonderful Days (원더풀데이즈) by 원일 [ost] [Disc 1] 1. Theme [제이/Wonderful Days Main Theme] - O.S.T / 2. Sky - O.S.T / 3. Mother Universe (Trailer Ver.) - O.S.T / 4. 비상 [Ending Title] - 이승열 / 5. 우디의 하모니카 - O.S.T / 6. Theme I (Trailer Ver.) - O.S.T / 7. Hellen's Song - O.S.T / 8. A Prayer - O.S.T / 9. 아리아 (Aria/English Ver.) - O.S.T / 10. 에코반 추격 - O.S.T / 11. Theme Ii (Orchestra Ver.) - O.S.T / 12. Theme [마르 테마/Mar'S] - O.S.T / 13. 아리아 (Aria-꿈/한글 Ver.) - O.S.T / 14. Theme Iii (Piano Ver.) - O.S.T |  |
| 2003 | 플럭서스뮤직      | Wonderful Days [Special Edition] by 원일 [ost] [Disc 1] 1. Vcd 예고편 Clips Teaser Trailer [V.C.,] / 2. 예고편 Main Trailer [V.C.,] / 3. Highlight Clips Escape (타임캡슐) [V.C.,] / 4. Highlight Clips Intrusion (에코반 추격) [V.C.,] / 5. Miniature Making [V.C.,] / 6. 체코 프라하 녹음 Clip [V.C.,] / 7. 국내 스튜디오 작업 Clip [V.C.,] / 8. 원일 감독 작업 Clip [V.C.,] / 9. 비상 [M.V.,] / 10. Hellen' Song [M.V.,] / 11. 우디의 하모니카 / 12. Wonderful Days Theme Ⅰ (Trailer Version) / 13. Hellen’s Song / 14. A Prayer / 15. 아리아 (English Version) / 16. 에코반 추격 / 17. Wonderful Days Theme Ⅱ (Orchestra Version) / 18. 마르 테마 / 19. 아리아-꿈 (한글 Version) / 20. Wonderful Days Theme Ⅲ (Piano Version |  |
| 2007 | 엠넷미디어        | 푸리 2집 - Neo Sound Of Korea [Disc 1] 1. 간 間 The Space / 2. 비나리 Binari / 3. 자룡, 활 쏘다 Jaryong Is Shooting Arrows / 4. 다드리 Dadri / 5. 도천궁 (導天宮) Docheongung / 6. 추억 Reminiscence / 7. 대취타 (大吹打) Daechuita |  |
| 2011 | Universal Music   | 바람곶 1집 - 바람곶 [Disc 1] 1. 채올림 / 2. Bowing / 3. Spirit Walker / 4. 나침반 / 5. 달굿 / 6. 빙빙 / 7. 바람의 여행자 / 8. 바리시나위 / 9. 독백1 / 10. 빛 (달굿 Remix) (Remixed by 박재록) |  |

### O.S.T.작업
| 연도 | 영화 (드라마)          | 감독   | 수상   |
| ---- | ---------------------- | ------ | ------ |
| 1995 | 한국영화 씻김(프랑스)  | 장선우 |        |
| 1996 | 꽃잎                   | 장선우 | 대종상 |
| 1998 | 강원도의 힘            | 홍상수 |        |
| 1998 | 아름다운 시절          | 이광모 | 대종상 |
| 1999 | 링                     | 김동빈 |        |
| 1999 | 이재수의 난            | 박광수 | 대종상 |
| 2002 | 생활의 발견            | 홍상수 |        |
| 2003 | 원더풀 데이즈          | 김문생 |        |
| 2003 | 오구                   | 이윤택 |        |
| 2003 | 거울 속으로            | 김성호 |        |
| 2005 | 오늘이                 | 이성강 |        |
| 2006 | 불멸의 이순신 (드라마) | 이성주 |        |
| 2007 | 황진이                 | 장윤현 | 대종상 |
| 2011 | 혈투                   | 박훈정 |        |
| 2012 | 가비                   | 장윤현 |        |

### 메가이벤트 감독
- 2018년 동계 올림픽 개막식 폐막식 음악감독 Music Director, Closing Ceremony of Winter Games PyeongChang 2018
- 2019년 전국체육대회 개폐막식 총감독 General Director, Opening & Closing Ceremony of the 100th National Sports Championships 2019

## 방송

### Radio
- 국악방송 여시아문(如是我聞)[8] 진행[9]
  - <이중나선>(二重螺線)
  - <이도공간>(異度空間)

### TV
- KBS DRAMA <불멸의 이순신> 배경 음악 작곡
  - O.S.T. <Immortal Admiral Yi Sun-sin>
- KBS 특집 다큐 매혹의 실크로드 총4부작 출연 
  - 제1편 <길 위의 몸짓, 춤>
  - 제2편 <길 위의 소리, 음악>
  - 제3편 <길 위의 재주, 기예>
  - 제4부편 <바람의 길>

- JTBC 차이나는 클라스 출연 
  - <판소리, 들어는 보셨소?>

## 저서(공저)
- 《음대 나와서 무얼 할까 음악이 직업이 되는 열네 가지 이야기》[10]
- <동해안 진오귀굿 중 장수굿의 짜임새와 장단구조 : 청보장단을 중심으로>[11]
- <음악적 발상의 원천으로서의 굿>[12]

## 인터뷰
- 뮤지컬 '바리-잊혀진 자장가' 작곡가 원일 : 중앙일보 1998.12.14
- 신명나는 두드림으로의 이동 - 푸리 : Story of Seoul 1999.12.01
- WonIl 푸리 PuRi 아수라 2v: ZETAWIKI 2015.01.21 보관됨 2020-09-27 - 웨이백 머신
- 음악극 집단 창단하는 원일 교수 : 연합뉴스 연합인터뷰 2003.09.01
- KTV 문화카페 인터뷰-작곡가 원일 : 299회 2003.09.04
- 무용을 사랑하는 음악인, 원일 : 춤추는거미 | 2006.09.22
- 한국 음악, 세계로 가다. - 원일 음악감독 : 뉴스테이지 2007.07.18
- 한국의 전통음악과 일본의 전통연극팀이 브라질에서 만나다. : 한국국제문화교류진흥원 2008-02-19

- 작곡가 원일 : 젊은 예술인들의 CJ Young Festival CJ 멘토 2008. 7. 10[깨진 링크(과거 내용 찾기)]
- 음악극 집단 ‘바람곶’ 영국 초연에서 만난 원일과 함께 : THE EURO JOURNAL 2008.11.12
- [소리축제] 바람곶 예술감독 원일을 만나다 국내기획 및 초청, 한국음악 앙상블 ‘바람곶 콘서트’ : 전민일보 10.10.08[깨진 링크(과거 내용 찾기)]
- 원일의 바람곶 Baramgot 전통음악의 현대적 완성을 제시하다 : EBS SPACE 공감 2010
- ‘바람곶’ 원일 감독 “산조는 키스자렛같은 음악이죠”: 헤럴드 경제 2011-07-06
- 음악극 `꼭두` 작곡가 원일…"흥겨운 콘서트 같은 亡者의 노래지요" : 매일경제 MBN 2011.10.07
- “전통 악기 소리, 현대인 정신에 큰 도움”INTERVIEW / 원일 한예종 교수 겸 바람곶 대표 : 시사저널 2011.10.25
- ‘국악계 이단아’ 원일 국립국악관현악단 예술감독 “눈으로 보는 음향 선사하겠다”: 국민일보 2012-09-19
- 당신에게 예술은 무엇입니까? 국립국악관현악단 예술감독 원일 : 업로더: Crowdfunding100 2013. 1. 23
- 음악 한류 확산..."K팝 넘어 K뮤직으로" : 연합뉴스 2013-06-15

- 여우락페스티벌 '여우톡' - 원일의 음악이야기 : 예술경영지원센터 2013-07-17
- 국악과 대중음악 뭉친 공연 ‘인기몰이’: KBS NEWS 2013.08.06
- 지리산 속 화엄사에서 열리는 음악회를 아시나요? [인터뷰] 화엄음악제 총감독, 원일 국립국악관현악단 예술감독 : 오마이스타 13.10.09
- 원일 예술감독 “아직도 낯선 국악관현악, 위상 알려야죠”: 뉴스투데이 2014.02.10
- 좌우대립 아닌 영성을 추구하는 시대, 화엄음악제의 가치 : Mediaus 2015.10.05
- 진짜 우리음악이 한자리에…국립극장 '여우락 페스티벌' : Newdaily 2017-05-30

- 진짜 우리음악이 한자리에…국립극장 '여우락 페스티벌' : NEW DAILY 2017-05-30
- 사물놀이 창시자 상쇠 김용배…무대에서 부활 : KBS NEWS 2017.07.10
- 국악인 원일, 한국 음악의 22세기 지도를 그리다 : 월간객석 COVER STORY 17.09.01
- 우리 음악에 홀리다 프리뷰 1┃예술감독 원일&음악감독 이아람 : 2018년 6월호 Vol. 341

- "자라섬·지산락페 버금갈 페스티벌 서울 남산에 생긴다면?" 2018 국립극장 여우락페스티벌 원일 예술감독 : 서울=뉴스1 2018-06-06
- "남산에서 도시락 먹으며 '여우락' … 제 꿈이죠" : CBS노컷뉴스 2018-06-07

- 원일 "전통음악의 변신, 동시대와 소통하고 싶은 욕구" : 이데일리 2018-06-12

- 원일 “국악과 해외 음악의 만남… 이번엔 뭔가 보여드리죠”: 2018-06-12

- 젊은 베르테르, 다르게 쓰는 결말 예술감독 원일 : 월간 공진단 2019 05_vol.11
- 국악인 원일 : 시사저널 1588호 2020-03-21
- “전통 악기 소리, 현대인 정신에 큰 도움” : 시사저널 2011.10.25

## 시기별 활동 및 평가

### 슬기둥 시기[13]
국내실내악단 '슬기둥', 20일 송년 공연 마련 : 한국경제 1995.12.18
국악실내악단 '슬기둥' 창단 15돌 : 중앙일보 2000.10.31
대중국악 앞장 '슬기둥' 13일 창단 15주년 공연 : 한국일보 2000.11.09
슬기둥 20주년 기념 콘서트 (6/3, 6/4) : 중앙대학교 민속연구회 2005·05·13
거문고·태평소가 연주하는 캐롤, 들어볼래요? : OhmyNews 05.12.12 
젊은 국악, 대중을 불러 모으다 : COSUN.com 매거진 2006.08.28
‘新’바람 나는 퓨전국악 : 대학신문 2007.09.01
한국의 소리와 가락 오사카를 감동시키다 : 뮤직포탈 2007-01-29
"2010년 국악실내악단 슬기둥, 콘서트 '飛上" : 중앙뉴스 2010.02.08
인터넷)슬기둥 창단 25주년 기념무대 : 파이낸션뉴스 2010.02.09
창단 25년 퓨전국악 개척자 슬기둥 : 연합뉴스 2010-02-09
국악 성형술사 ‘슬기둥’ 25년 내공을 보라 : 한겨레 2010-02-17 
실력 없으면서 무슨 ‘퓨전’ ‘실험’이야 : 시사저널 2013.06.12 

### 푸리 시기[14]
- 전통 속에서 파격과 자유, 현대성을 추구하는 그룹 : 신세대명인명창 3 푸리[깨진 링크(과거 내용 찾기)]
- 국악 현대화의 새기수-작곡가 원일 : ETNEWS 1996.04.23
- “담금질 충분 이젠 모두 보여준다” : 한국대학신문 1998.04.27
- 창작타악그룹 '푸리' 일본 진출 : 매일경제 MBN 1999.04.26[깨진 링크(과거 내용 찾기)]
- 두드려서 여는 화음의 세계 : 조선일보 1999.05.09[깨진 링크(과거 내용 찾기)]
- 전통음악/전설의 풍물, 미래의 가락 : 한겨레21문화 1999년 5월 20일 제258호
- 신명나는 두드림으로의 이동 - 푸리 : Story of Seoul 1999.12.01
- 원일 : Neo Music Communication IZM 2001/05 보관됨 2023-10-05 - 웨이백 머신
- 무엇을 풀고자 하는 '푸리'일고? : OhmyNews 02.09.30
- [`푸리` 창단 10주년 기념공연] 푸리 결성 10주년 기념공연 2003년 10월 11일 ~ 10월 12일 : 국악신문 2003.10.07
- "소리의 새길 들어 보세요"/ 창작타악그룹 "푸리" 10주년 기념공연 : 한국일보 2003.10.11
- [문화현장] 푸리 10주년 기념 공연 ‘길’ (10. 11 ~ 12) : 포항공대신문 2003.10.29
- 타악 그룹푸리 : EBS SPACE 공감 : 2005-04-28

- <이 사람 이 얼굴> '푸리'의 원일(元一)씨 : 민단신문 2005-09-07
- 푸리 ‘네오 사운드 오브 코리아’ 외 : 경향신문 2007.07.19
- "2010년 국악실내악단 슬기둥, 콘서트 '飛上" : 중앙뉴스 2010.02.08(2020-04-09)
- ‘아가츠마 히로미츠’ & ‘푸리’ 라이브 콘서트 : 뉴스컬쳐 2009.05.13(2018.10.06)[깨진 링크(과거 내용 찾기)]
- 한·일 전통악기 한무대서 만난다 : 한라일보 2009년 5월 21일 보관됨 2023-10-05 - 웨이백 머신
- 아가츠마 ＆ 푸리 라이브 콘서트 : 인터파크 마포아트센터 아트홀 맥 2009.05.24~2009.05.24
- ‘국악계 이단아’ 원일 국립국악관현악단 예술감독 “눈으로 보는 음향 선사하겠다” : 국민일보 2012-09-19
- 창작타악 그룹 ‘푸리’ 20년 : 문화일보 2013년 7월 04일

### 한국예술종합학교시기[15]
- 평화의 손 맞잡는 한-베트남 '친구가 되자' : OhmyNews 2002.06.28.

- 장선희발레단의 「파우스트 2002」 : 연합뉴스 2002.08.21.

- [파병논란]'파병반대' 전국 곳곳에서 시위 열려 : 한겨레 2003.04.01

- <도올 김용옥 프랑스인 사위 맞아> : 연합뉴스 2003.07.08.

- 음악극 집단 창단하는 원일 교수 : 연합뉴스 2003.09.01

- 문화게시판 : 한겨레21 2003.09.09.

- ‘퓨전국악’ 귀에 쏙쏙 들어오네 : 한겨레 2004.09.02.

- <日 뮤지컬 '제비', 창극으로 부활> : 연합뉴스 2004.10.20.

- 판소리가 `현대`를 입었다 : 문화일보 2004.10.26.

- [공연]아내 빼앗긴 恨, 唱으로 풀다 : 경향신문 2004.10.28.

- 새 작가, 새 연출, 새 희곡 : 한겨레 2004.11.04.

- '전진가'에서 '소쩍새'로 : 프레시안 2006.03.23.

- ‘반독재’에서 ‘생명과 평화’까지 : 한겨레 2006-04-02

- <안병찬의 트렌드 추적 한국의 미래지표 16인> ⑪ 탈 장르의 한류 작곡가 원 일 : 내일신문 2006.06.15.

- "삶의 질 높아질수록 영성음악 찾게 되죠" 2008 화엄제 총감독 박치음 순천대 교수 : 매일경제 2008.09.02

- [공연]“몸짓에 전통 - 현대가 따로 있나요” : Dong-A.com 2009-03-05

- 근대 춤의 아버지 한성준을 기리는 밤 : 연합뉴스 2009.05.14.

- 젊은 국악의 요람 '한국음악 프로젝트' : 연합뉴스 2009.08.19.

- '21C 한국음악 프로젝트' 본선 내일 개막 : 연합뉴스 2009.08.31.

- 국악그룹 바람곶 유럽 초청 공연 : 연합뉴스 2010.03.04.

- “죄짓지 않은 자에 저주를” 12년 전 초연멤버로 돌아온 ‘레이디 맥베스’ : 문화일보 2010년 6월 3일

- 한국음악 세계와 : 通하다 : 경향신문 2010.09.30

- <문화소식> 전통예술 레지던시 워크숍 : 연합뉴스 2011.01.25.

- [공연]“연주자가 연기도 하는게 국악…” : Dong-A.com 2011-03-03

- 신개념 음악극 4편 온다 : 한겨레 2011-03-08

- 얼쑤! 우리 음악 좋을씨고…국악공연 잇따라 : 연합뉴스 2011.05.14.

- 전통예술 레지던시 워크숍·연평도 청소년 예술치료 : NEWSIS 2011.01.26

- 5·18 '자스민 광주' 에든버러 간다, 인류보편의 씻김 : NEWSIS 2011.06.20

- <사람들> 총체극 '자스민 광주' 음악감독 원일 : 연합뉴스 2011.06.20

- “‘광주’는 죽었어도 사라지지 않는다” : 한겨레 2011-07-04

- <문화소식> 클래식 뮤직 드라마 '프록스' : 연합뉴스 2011.07.18.

- 문화부 "전통문화의 세계화를 꿈꾼다" : 독서신문 2012.10.08

- 꼭두 통해 인정하게 된 죽음 : 연합뉴스 2011.10.14.

- 한류의 비상…전통과 시장 동시에 알아야 한다 : 아시아경제 2012.10.15

- "한여름 무더위, 예술로 물리친다"..예술축제 '풍성' : 아시아경제 2013.07.08

- 국립세종 도서관 12일 개관..축하공연-개관기념전 풍성 : 아주경제 2013-12-09

- 임준희-원일 "국악은 클래식 음악의 미래" : 매일경제 MBN 2014.05.16

- [중앙SUNDAY-아산정책연구원 공동기획] 우리의 ‘음’ 가지고 노는 문화 가꿔야 국악 세계화 : 중앙SUNDAY 2014.08.17

- 27일 국립세종도서관에 ‘마실’ 가보세요 : 굿모닝충청 2015.05.22

- 동아시아 음악의 새 지평, ‘새로운 한국 음악의 크로스오버’ 개최 : 독서신문 2015.05.25

- 국악방송 15주년, 남궁연·오정해·진양혜 등 DJ 합류 : 조이뉴스 2016.10.10

- 원일 "'여우락' 통해 한국음악 스스로 진화했다. 3대 예술감독 맡아" : news 1 2017-05-30

- 미래·건축·콘텐츠, 상상으로 풀어낸 소태산의 문화예술 : 원불교신문 2020-03-30

- 희랍극의 풍자 + 뮤지컬의 화려함, 무대 꽉 채운 ‘난장 한마당’ : 문화일보 2020.3.31

### 바람곶 시기[16]
- 한국음악앙상블 바람곶 : 사단법인 텐스푼 춘천아트페스티벌 2010 7월 21일 보관됨 2020-03-02 - 웨이백 머신
- 청주시립무용단·음악그룹 바람곶 '사계' 공연 목요정기공연 일환 대나무 숲 등 볼거리 : 충북일보 2011.02.24
- 영혼을 쉬게 하는 연주로 세계를 감동시킨 한국음악앙상블 바람곶 : 고클래식 11/06/29
- 죽음의 세계로 갈 때 어떤 소리들이 들려올까 극단 바람곶의 음악극 ‘꼭두-마지막 첫날’ LG아트센터 기획공연 20∼22일 : 세계일보 2011-10-06
- 우리 음악에 홀리다 : 예술감독 원일&음악감독 이아람 : 국립극장 2018.06.01

- 국악포커스 바람곶 현악부 - 계면활성 : 국악방송 2019.12.05[깨진 링크(과거 내용 찾기)]
- 바람곶 예술감독 원일을 만나다 : 전민일보 10.10.08 [깨진 링크(과거 내용 찾기)]
- ‘바람곶’ 원일 감독 “산조는 키스자렛같은 음악이죠” : 헤럴드경제 2011-07-06
- 꼭두, 음악극으로 부활…바람곶 `마지막 첫날` : 중앙일보 2011.10.16
- 망자를 위로하는 음악극 [꼭두-마지막 첫날] : 뉴스컬쳐 2011.09.29[깨진 링크(과거 내용 찾기)]
- 음악극 집단 바람곶 영국 초연에서 만난 원일과 함께 EKNEWS Nov 10, 2008
- 음악극그룹 바람곶 유럽무대 선다 : 서울신문 2010-03-07
- 무용을 사랑하는 음악인, 원일 : 춤추는 거미 2006.09.22
- 한국음악 세계와 通하다 : 경향신문 2010.09.30
- 지리산 울리는 범종 소리 화엄은 빛으로 가득 차고 … : 중앙일보 2013.10.17
- 꼭두, 음악극으로 부활…바람곶 '마지막 첫날' : 뉴스제주 2011.10.16
- 삶에서 죽음의 세계로 넘어가는 시간과 공간 : 문화저널21 2011-10-13[깨진 링크(과거 내용 찾기)]

### 화엄음악제[17]
- 로큰롤에 맹세는 없다 : 둥구 2016. 12. 30

- ‘템플스테이형 음악제’, 영원한 자유와 사랑과 평화의 빛을 찾다 : IBS중앙방송 2013.10.01 보관됨 2023-10-05 - 웨이백 머신

- 지리산 속 화엄사에서 열리는 음악회를 아시나요? : 오마이스타 13.10.09

- 산사에 울리는 음악, 치유의 소리...'화엄음악제 2013' : 아시아경제 2013.10.12

- 올해로 9회째 맞은 '화엄음악제2014', 25일 개최 : JTNNEWS 2014-10-12

- 화엄음악제, 가을 지리산에서 단풍과 음악에 취하다 : 이뉴스투데이 2014.10.08

- '화엄음악제 2014' 정견(正見) 25일 화엄사에서 개최 : news2day 2014.10.14[깨진 링크(과거 내용 찾기)]

- 좌우대립 아닌 영성을 추구하는 시대, 화엄음악제의 가치 : 미디어스 2015.10.05

- 내년에도 함께 하고픈 2016 화엄음악제의 감동 : 민중의 소리 2016-10-26

- '제12회 화엄음악제', 15~17일 지리산 화엄사 : 중앙일보 2017.09.06
- 구례군, 화엄음악제 2017 '자명' 개최 - 매일일보 2017.09.07

- 원일식 하드코어 : NOBLESSE 2017-09-26[깨진 링크(과거 내용 찾기)]

- 음악으로 화엄세계 아름답게 장엄하다 : 불교신문 2017.09.19

- 구례군, 국내 유일 영성음악제축제 화엄음악제 개최 : 서울일보 2019.09.25

### 국립국악관현악단시기[18]
- 국립창극단 예술감독 김성녀 원장 / 국악관현악단 감독엔 원일 전 교수 : 한겨레 2012-03-12
- ‘국악계 이단아’ 원일 국립국악관현악단 예술감독 “눈으로 보는 음향 선사하겠다”: 국민일보 2012-09-19

- 재즈·영화·인디 넘나들던 야인, 45세에 국립국악관현악단 맡았다 : 중앙일보 2012.03.22
- 국립극장 전속단체 예술감독에 김성녀·원일 : 연합뉴스 2012-03-12

- 국립창극단 예술감독 김성녀 씨…국악관현악단 예술감독 원일 교수 : 한국경제 2012.03.12

- 사람과 사람 국립창극·국악관현악단 감독 : 경향신문 2012.03.12

- 국립극장, 김성녀-원일 신임예술감독 임명 김성녀-국립창극단, 원일-국립국악관현악단 예술감독 : 문화저널 21 2012-03-12[깨진 링크(과거 내용 찾기)]

- 국립창극단 김성녀, 국악관현악단 원일…예술감독 2012-03-12

- 국립창극단 예술감독 김성녀씨 국악관현악단 예술감독 원일씨 : 서울신문 2012-03-13
- [인사] 국립극장 예술감독 임명 : 서울문화투데이 2012.03.14
- 국립국악관현악단, 역(易) 변화의 리듬 공연을 갖는다 : 중앙뉴스 2014.10.11
- 국립국악관현악단, '역(易), 변화의 리듬' : 에너지타임즈 2014.10.13
- 국립국악관현악단 오직 한번의 무대, <시나위 프로젝트2> 31일 공연 : 아주경제 2013-05-17
- 국립국악관현악단, 클래식에 국악을 입히다 : 연합뉴스 2014-10-10
- 첫 공연앞둔 원일 국립국악관현악단 감독 : 매일경제 MBN 2012.09.20
- 원일, 국립국악관현악단 예술감독 "국악관현악은 내 전부다" : 뉴스투데이 2014.02.14 [깨진 링크(과거 내용 찾기)]
- 국악관현악단, 즉흥 공연 ‘시나위’ 새 역사를 쓰다 : 천지일보 2012.12.07
- 원일 “국악과 해외 음악의 만남… 이번엔 뭔가 보여드리죠”: 2018-06-12
- 원일 국립국악관현악단 예술감독 "전통음악은 유기적인 음악..새로운 듣는 경험 제공할 것" : 퓨전국악닷컴 2013. 7. 18
- 국악관현악단이크로스오버 뮤직을 만나면?예측불허 상상은 자유 : 중앙선데이 2013.07.05

### 여우락 시기[19]
- [Preview] 여우락 페스티벌 : 아트인사이트 2017.07.04
- 여우락페스티벌 '여우톡' - 원일의 음악이야기 : 예술경영센터 2013-07-17
- 원일 예술감독 "‘여우락 페스티벌’ 진짜 우리 음악의 정체성 보여줄 것" : 아주경제 2017-05-30

- 원일 "'여우락' 통해 한국음악 스스로 진화했다" 3대 예술감독 맡아 제8회 여우락 페스티벌 총괄 : NEWS 1 2017-05-30
- 원일 예술감독 "여우락, 진짜 우리음악의 스펙트럼 축제" : ARTCHOSUN 2017.05.31
- 2017 여우樂(락) 페스티벌 … 우리 음樂(악)의 자기진화 : 노컷뉴스 2017-05-30
- "여기 우리 음악이 있다"…10주년 맞은 여우락 축제 : 연합뉴스 2019-05-30
- 이태원서 만나는 '여우樂'…"10년의 '정수' 만끽하길" : 이데일리 2019-05-29
- 올해 10주년 맞은 '여우락 페스티벌', 양방언·원일·나윤선 총출동 : 한국경제 2019.05.29
- 진짜 우리음악이 한자리에…국립극장 '여우락 페스티벌' : NewDaily 2017-05-30
- [문화포토] '여우락 페스티벌' 원일 예술감독 인사 : 문화뉴스 2017.05.30
- 젊은 에너지 화끈… 여름 달구는 국악 축제 : 국민일보 2019-06-23
- [서정민갑의 수요뮤직] 여우락 페스티벌, 한국 전통음악의 최전선 : 민중의 소리 2018-07-25

### 경기도 시나위 오케스트라시기[20]
- 경기도립국악단, 원일 신임 예술감독 취임 후 첫 공연 : 아트인사이트 2017-07-04

- 원일 경기도립국악단 예술감독 “글로벌 관객 겨냥… 팔색조 국악 콘텐츠 만들 것” : 경기일보 2019.12.03

- 경기도립국악단, '경기시나위오케스트라'로 명칭 변경 : 매일경제MBN 2020.03.27 보관됨 2020-03-27 - 웨이백 머신

- 진정한 한국 음악적 오케스트라의 정체성과 방향성 : 우리문화신문 2020.03.01

- 경기도립국악단, 원일 신임 예술감독 취임 후 첫 공연 : 이데일리 2019-12-03

- 경기도문화의전당, “하고 싶은 공연하라고 미끼 던졌다” : 경기매일 2020.02.05

- 경기도립국악단, '경기시나위오케스트라'로 명칭 변경 : 한국경제 2020.03.27

- “경기도에서만 들을 수 있는 전통음악 선보이겠다” : 한국일보 2019.11.29

- 경기도립국악단, '경기시나위오케스트라'로 명칭 변경 : 뉴스줌 2020.03.27

- 변혁에 나서는 경기도문화의전당 :세계일보 2020-02-09

- 경기도문화의전당, 신년 갈라 Hello 2020 : 시사타임 2020.01.28

- 경기도문화의전당 "경기도표 총체 예술 공연 만들 것" : 노컷뉴스 2020-02-04

- 경기도립국악단 신임 원일감독 취임, 첫 공연 '반향' : 수원화성신문 2019/11/28

- 전통장단과 서양리듬의 조화 '한국적 오케스트라' : 경인일보 2020-03-10[깨진 링크(과거 내용 찾기)]

- 민요·판소리로 다시 보는 한국문학 랜선 타고 흐르는 우리가락의 멋 : 경기신문 2020.03.31

## 언론으로 본 예술적 지향성
한국의 전통음악을 기반으로 하는 원일의 작품 세계 및 활동에 대하여 각종 미디어에서 포착된 5가지 경향성은 다음과 같다.
1. 대중성이다. 그의 초창기 '푸리' 활동에서부터 그의 공연 실황에서는 국악 관객들에게서 볼 수 없었던 열광적인 반응이 터져나왔다. 그리고 대중음악 그룹 N.E.X.T나 패닉과의 음반 작업, 다수의 영화 OST 작업 등 전통 음악계에서 볼 수 없었던 대중적 시도를 추구하여 국악계의 젊은 팬층 확보에 기여하였다. '국악'이라는 이른바 특정 계층의 전유물이자, 국가 정체성 강화 등의 정권논리로 강화 및 확대 재생산되었던 '국가유산' 카테고리를 분절하여, 창작음악이라는 장르 안에서 대중의 시선을 창작자와 향유자가 동시공존하는 '동시대 음악' 카테고리로 이동시켰다.
2. 창작성이다. 그는 국가무형문화재 이수자이면서, 한국전통음악 중의 정통을 잇는 음악이라 할 수 있는 소위 '정악'분야(자진한잎 계면두거)에서, 국립국악원이 주최한 전국국악경연대회 대상을 수상하기도 한다. 하지만 앞서 언급했듯이, 국악계 내 그의 역할은 '수호'가 아닌 '창신'이었다. 고등학교 시절부터 시작된 그의 창작활동 영역은 진화에 진화를 거듭하며, 박제화된 공급보다는 대중의 눈높이에 맞춰진 시장의 수요에 더욱 주의를 기울여왔고, 국악 창작성의 경계를 드넓히는 데 공헌하였다. 현재에도 그는 한국 음악의 창작 원리를 '시나위'라는 순수 우리 글자, 창작음악을 대체할 가장 오래된 한국 음악 용어에서 찾아, ‘신아위(神我爲)’라는 새로운 개념이자 현상을 창안해내고 있다.
3. 확장성이다. 불특정 다수에게 접근하기 위한 새로운 국면을 이끌어내려면 필수불가결한 요소이다. 어렸을 적부터 스네어 드럼과 리코더로, 피리와 클라리넷으로, 꽹과리와 장구로, 작곡과 지휘로 자신을 신디사이저 삼은 배움의 기억들은 그의 유전자 지도에 각인되어 용도에 맞게 조합하여 MIDI처럼 출력가능하게 되었다. <신뱃놀이>로 대표되는 그의 초기 음악부터 수많은 영화음악 OST, 평창올림픽이나 전국체전 개폐막식과 같은 메가 이벤트에서 보여준 그의 예술적 행보는 개별적 음악 아이덴티티들의 통섭이자 동서고금 장르간의 융합이었다.
4. 개방성이다. 그는 한국 전통 음악의 가장 큰 특징이라 할 연행의 '열린 구조'를 지향해왔다. 그것은 좁게는 작품의 음악적 구조나 무대 운용에서, 넓게는 그의 활동이나 이력에서 나타난다. 1990년도 초창기 '푸리'의 퓨전 음악적 활동에서부터 일본을 비롯한 유럽 투어를 위한 매니지먼트를 두어 진행하는 등, 전통적인 원칙이나 법도에 따라 운신하기보다 새로이 유입된 요소에 의해 기존의 틀을 딛고 올라서는 방식을 취함으로써, 자신의 경험적 지평을 스스로 열어나갔다. 한국예술종합학교 교수직과 국립극장 산하 국립국악관현악단 예술감독직이라는 제도권 음악 권력의 지속보다, 전라도 구례 화엄사에서 열리는 '화엄음악제'이라는 제야에서 영성과 월드음악의 만남을 추구하는 새로운 행보를 택한 부분에서도 볼 수 있는 특징이다.
5. 영성이다. 그의 음악의 궁극적 가치로 경험될 내재적 차원이자 본질적 특징은 '음악하기'를 통해 주체의 영적 체험을 이끌어낸다는 점이다. 이것이 음악 현장에서 공동으로 이루어지면 더 큰 영향력의 자기장을 형성하게 되는데, 이것이 그가 줄곧 실현하고자 해왔던 '시나위' 프로젝트에서 주시해야하는 '현상'이다. 이 현상은 다성적이면서도 비정형적인 선율 흐름을 만들어내어 음악적으로 ‘현장에서 살아 움직이는 곡’이자, 무속의식에서나 공연장에서 연주되는 곡인 '시나위'에서 착안이 시작되었다. ‘신아위(神我爲)’라는 새로운 창작원리로써, 각기 존재하는 영적인 주체가 음악을 함으로써 음악이 되어가는 체험 중에, 생명의 에너지로 예술적 생성-소멸과 같은 신적 영역이자 영적 영역 어딘가에 다다르고자 하는 시도이다. 그러한 시도는 그가 2020년 경기도 문화의 전당 산하 경기도립국악관현악단의 예술감독으로 새로 부임한 이후 얼마간에, 25년된 명실상부 경기도를 대표하는 악단의 명칭을 '경기시나위오케스트라'로 전격 개칭하면서 이루고자하는 한국 전통 음악 역량의 발현이다.